# R. W. Wood Prize
Der R. W. Wood Prize ist ein seit 1975 jährlich verliehener Preis für Optik der Optica. Er ist nach Robert Williams Wood benannt.

## Preisträger
| Jahr | Name                                                        | Preisbegründung |
| ---- | ----------------------------------------------------------- | --- |
| 1975 | Juris Upatnieks, Emmett Leith                               | für Beiträge zur Holographie, besonders für die Demonstration der Verbesserung des Signal-Rausch-Verhältnisses in off-axis Holographie |
| 1976 | Theodore Maiman                                             | für die Entwicklung des ersten Lasers. |
| 1977 | Peter Fellgett                                              | für die Entdeckung des Multiplex-Vorteils, der zur Renaissance der Fouriertransformationsspektroskopie führte |
| 1978 | Peter Sorokin                                               | für die Erfindung des Farbstofflasers |
| 1979 | Peter Franken                                               | für grundlegende Entdeckungen der Erzeugung der 2. optischen Harmonischen, optischer Mischung und optischer Gleichrichtung |
| 1980 | Anthony E. Siegman                                          | für die Entdeckung, Analyse und Entwicklung des instabilen optischen Resonators, der daraufhin vielfach in Hochleistungslasern angewandt wurde |
| 1981 | Erich P. Ippen, Charles Shank                               | für die Entwicklung optischer Sub-Pikosekunden Spektroskopie und Erzeugung ultrakurzer Laserpulse mit Mode-Locking-Techniken, mit Anwendung auf die Untersuchung ultrakurzer Phänomene (wie bei Halbleitern, Relaxation in großen Molekülen, bei Hämoglobin, Bakterienrhodopsin)                   |
| 1982 | Linn F. Mollenauer                                          | für die Entwicklung des Farbzentrenlasers |
| 1983 | Sven R. Hartmann                                            | für die Entdeckung des Photonenechos in der Laserspektroskopie |
| 1984 | Otto Wichterle                                              | für seine Beiträge zur Entwicklung weicher Kontaktlinsen |
| 1985 | David H. Auston                                             | für die Entwicklung optischer Elektronik im Pikosekundenbereich, speziell der Picosecond Optoelectronic Photoconductive Switch |
| 1986 | Joseph A. Giordmaine, Robert C. Miller                      | für die Entwicklung des optischen Parametrischen Oszillators |
| 1987 | David Aspnes                                                | für die Entwicklung der optischen Ellipsometrie als Mittel zur Charakterisierung von Materialien |
| 1988 | Daniel S. Chemla, David A. B. Miller                        | für Beiträge zum Verständnis elektrooptischer und nichtlinearer optischer Eigenschaften von begrenzten Quanten-Halbleiterstrukturen |
| 1989 | Daniel R. Grischkowsky                                      | für die Erforschung der Ausbreitung optischer Pulse und speziell der Verwendung von Glasfasern zur Erzeugung kurzer Laserpulse |
| 1990 | Rogers H. Stolen                                            | für Beiträge zur Polarisationskontrolle und nichtlinearer Optik in Glasfasern |
| 1991 | Thomas F. Deutsch, Daniel J. Ehrlich, Richard M. Osgood Jr. | für die Entwicklung von photochemischer Abscheidung mit Lasern und der Anwendung laserinduzierter photochemischer Reaktionen in der Materialbearbeitung |
| 1992 | Juri Nikolajewitsch Denisjuk                                | für die Erfindung des Bragg-Hologramms und anderer Beiträge zur Holografie |
| 1993 | Joseph E. Geusic, LeGrand Van Uitert                        | für die Erfindung des Neodym-YAG-Lasers und der Demonstration der praktischen Nützlichkeit dieses Festkörperlasers |
| 1994 | Dana Z. Anderson                                            | für Pionierarbeiten zu photorefraktiven Materialien in Ring-Resonatoren |
| 1995 | Gérard Mourou                                               | für Beiträge zu ultraschneller Laseroptik und speziell der Einführung des Konzepts der Chirped Pulse Amplification zur Verstärkung von Laserpulsen |
| 1996 | Eli Yablonovitch                                            | für den Vorschlag Photonischer Kristalle und Ingenieurdesign auf Basis elektromagnetischer Eigenschaften der Bandstruktur |
| 1997 | Peter Moulton                                               | für den Titan:Saphir-Laser im nahen Infrarot der eine neue Ära abstimmbarer Festkörperlaser und ultrakurzen Laserpulsen allein auf Basis von Festkörperlasern ermöglichte |
| 1998 | Martin Fejer, Robert L. Byer                                | für grundlegende Beiträge zu Quasi Phase Matching und dessen Anwendung in der nichtlinearen Optik |
| 1999 | Eric Allin Cornell, Carl Edwin Wieman                       | für die Entwicklung der Laserkühlung von Atomen und deren Anwendung in der erstmaligen Erzeugung eines Bose-Einstein-Kondensats in einem Atomgas |
| 2000 | Marvin Minsky, Paul Davidovits, M. David Egger              | für grundlegende Beiträge zur konfokalen Mikroskopie |
| 2001 | Federico Capasso                                            | für die Entwicklung des Quantenkaskadenlasers, der den Bereich der Infrarotlaser revolutionierte |
| 2002 | Pierre Meystre                                              | für grundlegende Beiträge zum Freien Elektronenlaser, Hohlraum-Quantenelektrodynamik und den Mikromaser und die Begründung des Gebiets der nichtlinearen Atomoptik |
| 2003 | George I. Stegeman                                          | für grundlegende Beiträge zur nichtlinearen integrierten Optik |
| 2004 | Rangaswamy Srinivasan, James J. Wynne, Samuel E. Blum       | für die Entwicklung von schonender Laserchirurgie mit gepulsten Lasern im Ultravioletten |
| 2005 | Masataka Nakazawa                                           | für die Entwicklung des mit Laserdioden gepumpten Erbium-dotierten Faserverstärkers (EDFA) und dessen Anwendung auf optische Hochgeschwindigkeitskommunikation und kurze Laserpulse |
| 2006 | Louis Brus, Alexei Iwanowitsch Jekimow, Alexander Efros     | für die Entdeckung nanokristalliner Quantenpunkte und Pionierarbeiten zu ihren elektronischen und optischen Eigenschaften |
| 2007 | Bahram Jalali                                               | für die Entwicklung und Demonstrierung von Ramanlasern auf Siliziumbasis |
| 2008 | Jonathan P. Heritage, Andrew M. Weiner                      | für die Entwicklung von programmierbarer optischer Pulsformung und deren Anwendung auf ultraschnelle Optik und Photonik |
| 2009 | Paul G. Kwiat                                               | für die Entwicklung von Quellen für Polarisations-verschränkte Photonen die wesentliche Fortschritte in der Grundlagenforschung zur Quantenmechanik und Quanteninformationstheorie ermöglichten (Quanten-Kryptographie, dichte Kodierung, Quanten-Teleportation und optische Quantenrechner)       |
| 2010 | Henry Kapteyn, Margaret Murnane                             | für Fortschritte in der Erzeugung höherer Harmonischer mit Anwendung auf die Erzeugung von ultrakurzen Laserpulsen im Bereich unter einer Femtosekunde und die damit verbundene Attosekunden-Physik                                                                                                |
| 2011 | Demetrios N. Christodoulides                                | für Beiträge zur nichtlinearen und linearen Strahloptik die neue Forschungsfelder eröffneten, darunter die Entdeckung optischer diskreter Solitonen, Bragg- und Vektor-Solitonen in Glasfasern, nichtlinearer Oberflächenwellen und die Entdeckung selbst-beschleunigender optischer Airy-Strahlen |
| 2012 | Mansoor Sheik-Bahae, Eric Van Stryland                      | für die Entwicklung von Z-Scan, einer einfachen und effektiven Methode um optische Nichtlinearitäten kubischer und höherer Ordnung zu messen |
| 2013 | Milton Feng                                                 | für Beiträge zur Erfindung und Realisierung des Transistorlasers, der gleichzeitig ein elektrisches Signal und ein Lasersignal sendet und die Basis für revolutionäre neue integrierte Schaltkreise mit elektronischen und photonischen Elementen bildet                                           |
| 2014 | Michael Bass                                                | für die Entdeckung optischer Gleichrichtung was zur Entwicklung von Terahertz-Quellen hoher Bandbreite führte |
| 2015 | Naomi J. Halas, Peter Nordlander                            | für die Einführung von Nanopartikeln mit abstimmbaren optischen Resonanzen und das Konzept der Plasmon-Hybridisierung zur Erklärung ihrer Eigenschaften. Sie revolutionierten damit das Verständnis der optischen Eigenschaften metallischer Nanostrukturen                                        |
| 2016 | Kishan Dholakia                                             | für Pionierarbeiten in optischer Mikromanipulation mit „geformtem Licht“ für interdisziplinäre auf Photonik basierenden Anwendungen |
| 2017 | Michal Lipson                                               | für bahnbrechende Forschungsbeiträge zur Silizium-Photonik |
| 2018 | Chris Barty                                                 | für grundlegende Neuentwicklungen, die weltweit ultraschnelle und hochenergetische Laser ermöglichten |
| 2019 | Jian-Wei Pan                                                | für experimentelle Pionierforschung an der Grenze von Grundlagen der Quantenmechanik und optischen Implementierungen von Quanteninformation, einschließlich Quanten-Nichtlokalität, Quanten-Schlüsselverteilung und optischem Quantenrechnen                                                       |
| 2020 | John Michael Dudley                                         | für die Aufklärung fundamentaler Aspekte der Erzeugung von Superkontinuum durch sorgfältiges Studium der Phasenstabilität und für die Eröffnung des Wegs zu kompakte Superkontinuum-Quellen für zahlreiche Anwendungen                                                                             |
| 2021 | Tobias Kippenberg                                           | für Pionierbeiträge zur Realisierung von optischen Frequenzkämmen auf Chip-Skala |
| 2022 | Shanhui Fan                                                 | für grundlegende Entdeckungen in der Photonik, die von Resonator-, topologischer und nicht-reziproker Photonik zu Anwendungen im Energiebereich reichen, einschließlich der Entdeckung Strahlungskühlung am Tag basierend auf einer neuen Art von Energiequelle                                    |
| 2023 | Alexandra Boltasseva                                        | for groundbreaking contributions to the materials aspects of metamaterials, plasmonics, and nanophotonics |
| 2024 | Rick Trebino                                                | for his invention and development of techniques for the ever more complete and rigorous measurement of ultrashort light pulses, which have enabled a wide range of new applications across many fields.                                                                                            |
| 2025 | Fiorenzo Omenetto                                           | for pioneering silk-based optics, photonics, and optoelectronics with uses across multiple disciplines at the interface of biology and technology including applications in sustainability, global health, and food safety                                                                         |